# Race of Champions 1976
Race of Champions 1976 je bila prva neprvenstvena dirka Formule 1 v sezoni 1976. Odvijala se je 14. marca 1976 na dirkališču Brands Hatch.

## Dirka
| Poz | Št | Dirkač             | Konstruktor  | Krogi | Čas/Odstop  | Št. m. |
| --- | -- | ------------------ | ------------ | ----- | ----------- | ------ |
| 1   | 11 | James Hunt         | McLaren-Ford | 40    | 58:01,23    | 5      |
| 2   | 19 | Alan Jones         | Surtees-Ford | 40    | + 18,42 s   | 6      |
| 3   | 20 | Jacky Ickx         | Hesketh-Ford | 40    | + 23,17 s   | 4      |
| 4   | 9  | Vittorio Brambilla | March-Ford   | 40    | + 2:26,58   | 16     |
| 5   | 22 | Chris Amon         | Ensign-Ford  | 39    | +1 krog     | 11     |
| 6   | 16 | Tom Pryce          | Shadow-Ford  | 39    | +1 krog     | 9      |
| 7   | 33 | Patrick Neve       | Brabham-Ford | 39    | +1 krog     | 13     |
| 8   | 6  | Gunnar Nilsson     | Lotus-Ford   | 38    | Motor       | 3      |
| Ods | 5  | Bob Evans          | Lotus-Ford   | 36    | Brez goriva | 7      |
| Ods | 32 | Loris Kessel       | Brabham-Ford | 31    | Motor       | 12     |
| Ods | 24 | Harald Ertl        | Hesketh-Ford | 17    | Motor       | 14     |
| Ods | 1  | Niki Lauda         | Ferrari      | 17    | Motor       | 2      |
| Ods | 28 | John Watson        | Penske-Ford  | 12    | Trčenje     | 8      |
| Ods | 8  | Carlos Pace        | Brabham-Ford | 8     | Motor       | 10     |
| Ods | 3  | Jody Scheckter     | Tyrrell-Ford | 2     | Trčenje     | 1      |
| DNS | 36 | Giancarlo Martini  | Ferrari      |       | Trčenje     | 15     |